# Helig, helig, helig Herre Sebaot
Helig, helig, helig Herre Sebaot är en psalm med text hämtad ur Jesaja 6:3, samma text som i exempelvis Katolska kyrkan och svenska kyrkan används i det liturgiska momentet Sanctus. Melodin är skriven 1976 av Nolene Prince.

## Publicerad i
- Psalmer och Sånger 1987 som nr 773 under rubriken "Psaltarpsalmer och andra sånger ur bibeln - Bibelvisor".[2]
- Segertoner 1988 som nr 690 under rubriken "Bibelvisor och körer".[1]
- 1986 års svenska psalmbok under rubriken "Bibelvisor och kanon".